# پل معلق کلیفتون

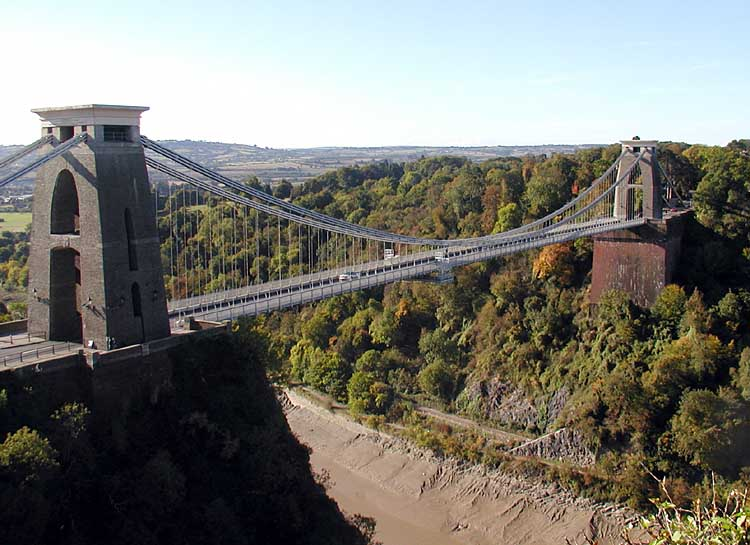
پل معلق کلیفتون که در ارتفاع ۲۴۰ پایی از رودخانه ساخته شده است.

پل معلق کلیفتون (به انگلیسی: Clifton Suspension Bridge) نام پل جاده‌ای بسیار بلندی است که بر روی رودخانه آوون در نزدیکی بریستول در غرب انگلستان ساخته شده است. طراح این پل مهندسی انگلیسی به نام آیزامبارد کینگدام برونل است و هنگامی که کار ساخت آن در ۱۸۶۴ به‌پایان رسید بلندترین و طولانی‌ترین پل زمان خود در جهان به شمار می‌رفت. با این حال پل معلق کلیفتون دارای شهرتی منفی نیز هست و تاکنون بسیاری از مردم با پرتاب خود از بالای این پل دست به خودکشی زده‌اند.